# Arturo Hernández Alcázar
Arturo Hernández Alcázar es un artista multidisciplinario contemporáneo. Nació el 25 de abril de 1978 en Ciudad de México.

## Primeros estudios, apoyos y trayectoria
Realizó estudios de Artes Plásticas en la Escuela Nacional de Pintura, Escultura y Grabado "La Esmeralda", de 1996 a 2001. Entre 1996 y 1998, participó en diversos seminarios de la Facultad de Filosofía y Letras de la UNAM. En 2003 desempeñó actividades de fotografía y medios alternativos en el Centro de la Imagen. Tres años después, en 2006, obtuvo el apoyo del programa Jóvenes Creadores del FONCA. Durante 2008, realizó una residencia en la organización artística Noordkaap Foundation (Dordrecht, Holanda). Desde 2012, es miembro de la Sommerakademie Paul Klee, de Berna, Suiza. Ese mismo año, participó como residente en la Cité Internationale des Arts en París, y obtuvo la beca de residencias de libre gestión, otorgada por FONCA-CONACYT, para desarrollar el proyecto de sitio específico en Bauschut (Berlín, Alemania).
Ha expuesto en museos, galerías y bienales. Es representado por la Galería JosédelaFuente (Santander, España) y por la Galería Marso (Ciudad de México). También es editor independiente; forma parte de los proyectos Antena Ediciones y GatoNegro.

## Obra

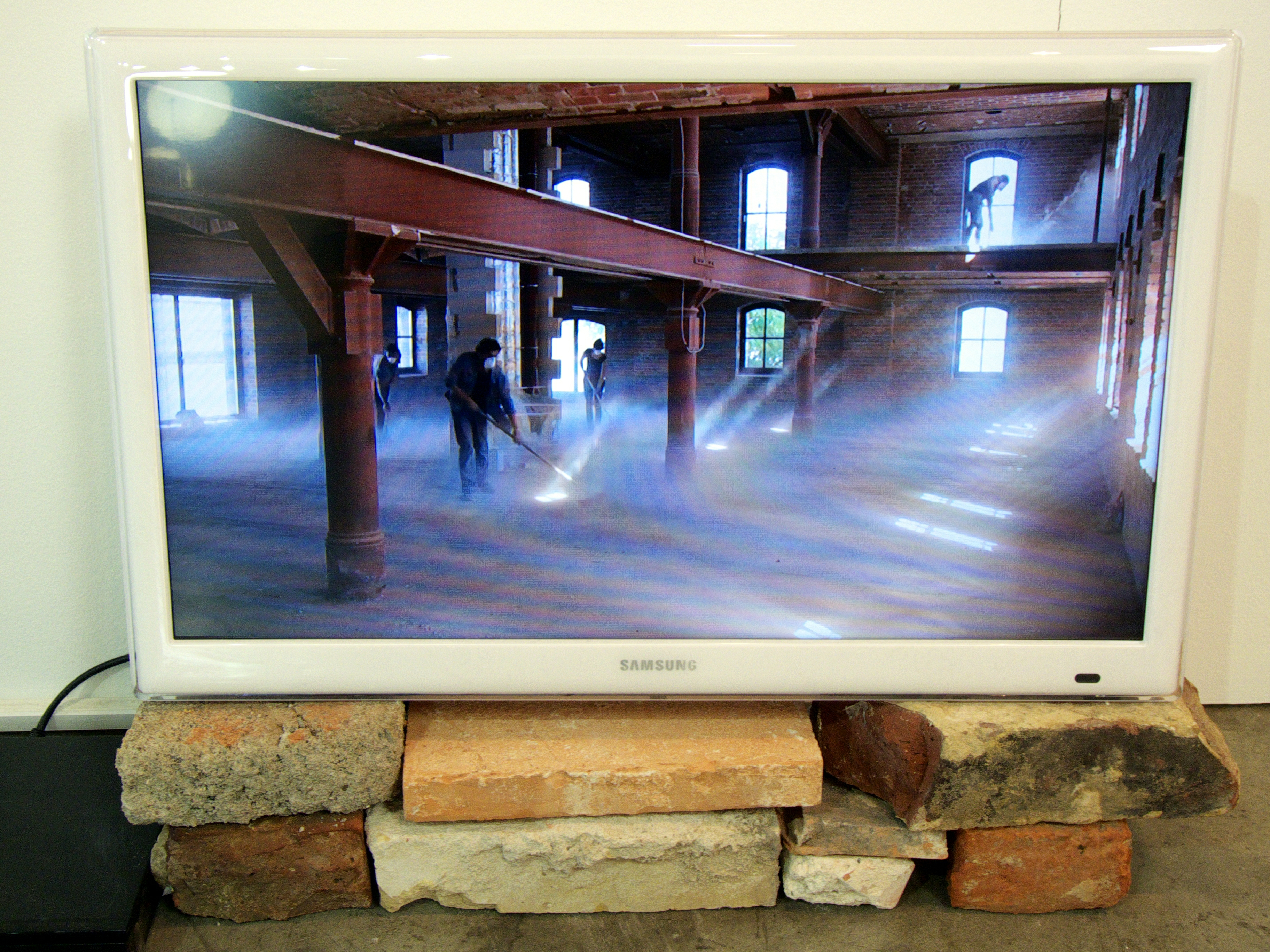
Artissima, 2012

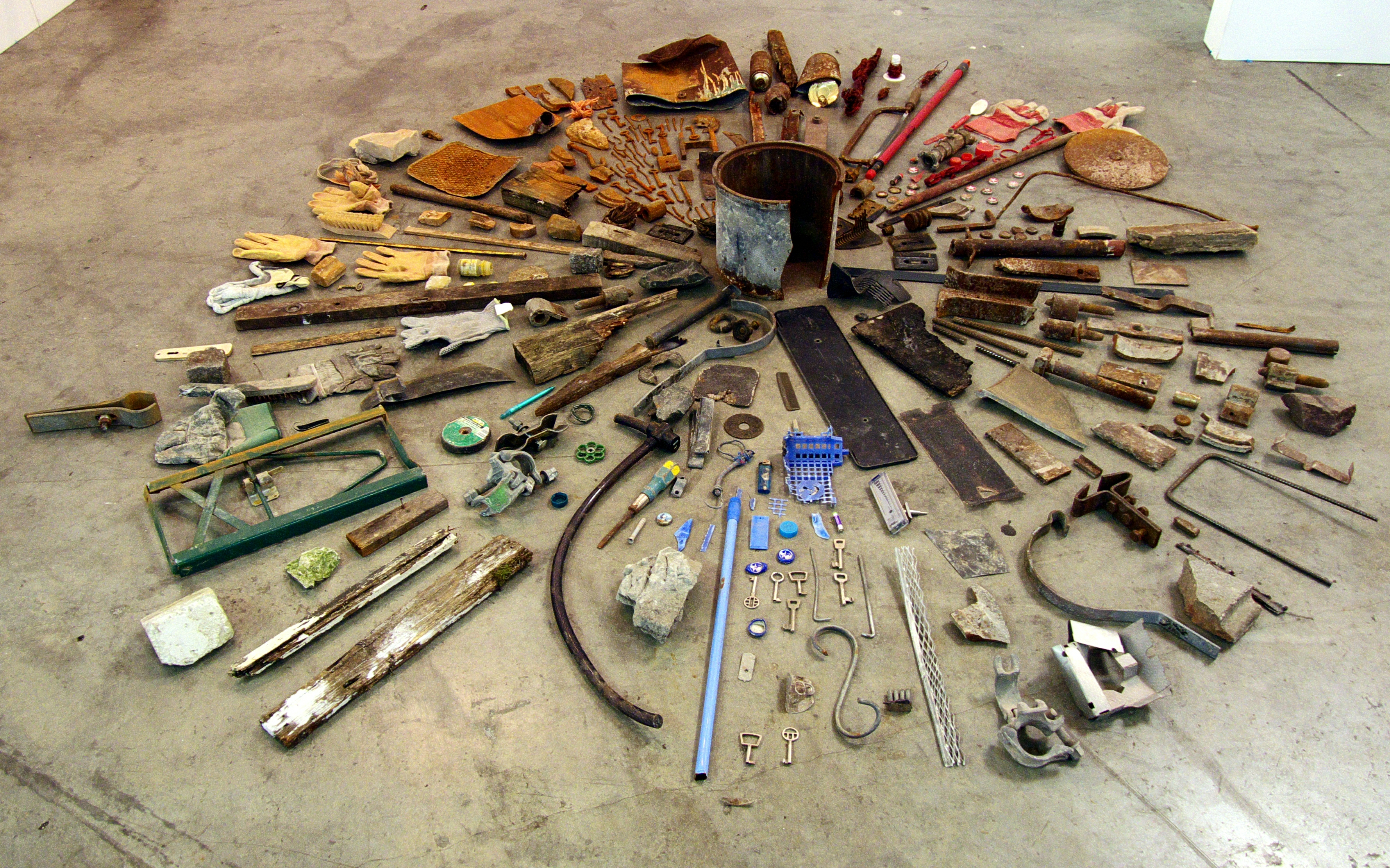
Artissima, 2012

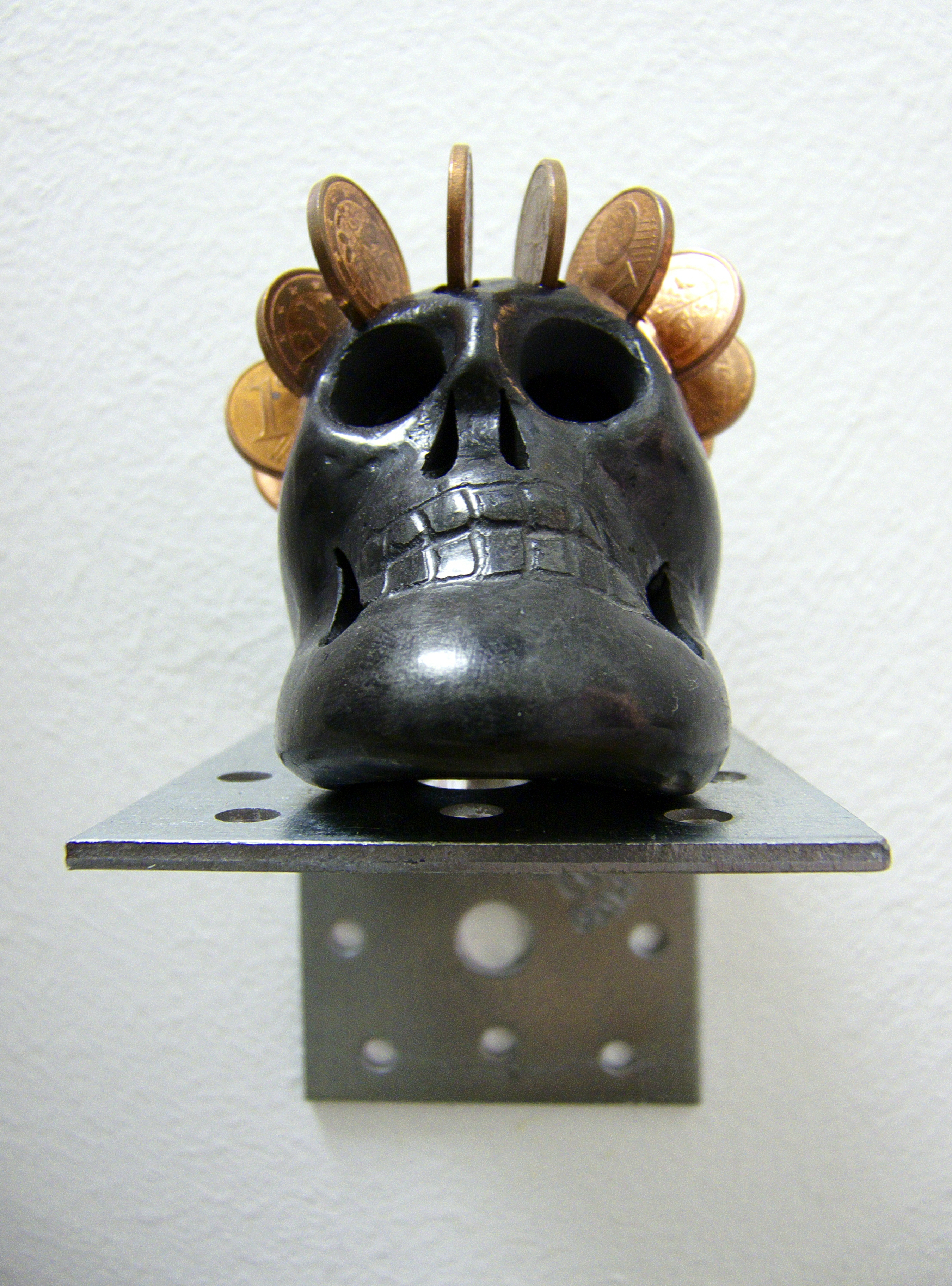
Artissima, 2012

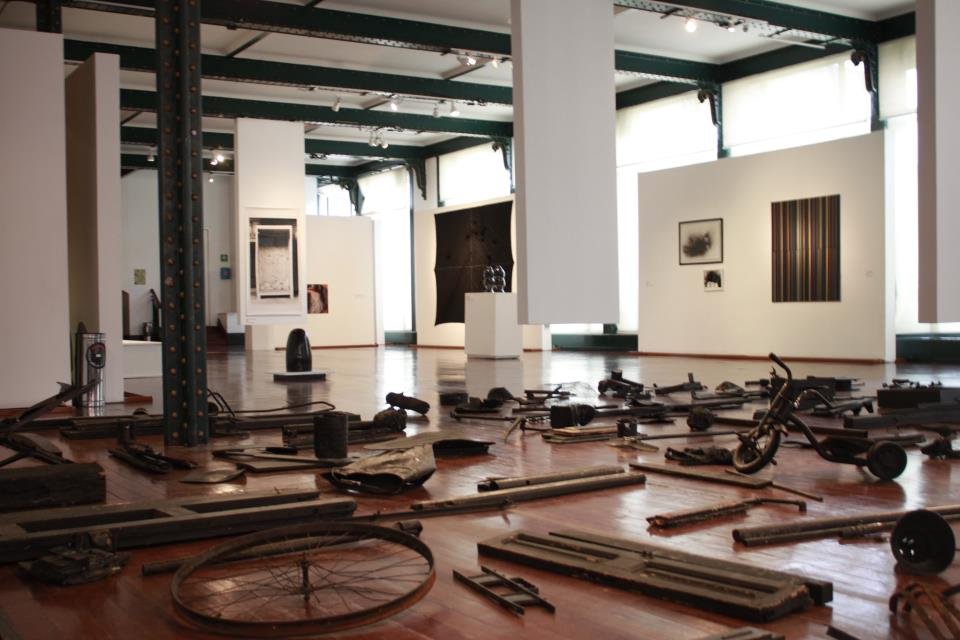
Nube Negra Recesión del Capital, UDLAP, 2012

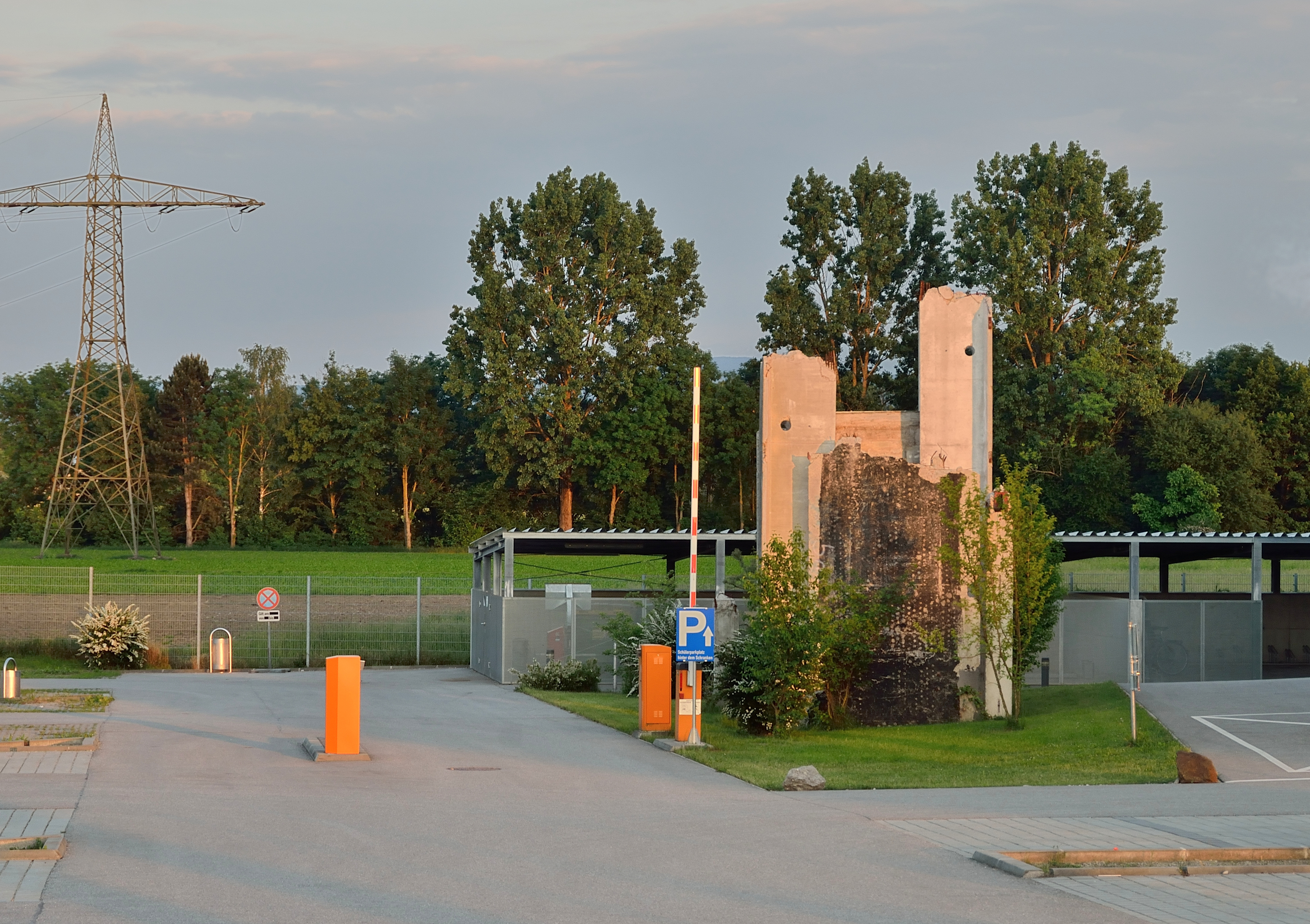
De-demolition (naked building), 2016

El trabajo de Arturo se caracteriza por la recolección de archivos y materiales para generar ensamblajes temporales, esculturas frágiles y colecciones inacabadas; la idea de colapso es el eje central de sus inquietudes estéticas y discursivas. También, hace uso de materiales que han sido desechados para reintegrarlos a la circulación económica, mediante su incorporación a sus obras de arte, las cuales formulan críticas a las ideas establecidas de lo industrializado y la realidad social. Estas obras toman forma a través de la intervención, la instalación, la escultura, el performance, los proyectos editoriales, textos, dibujos, sonidos y documentos.

### Box de sombra(2003)
Es una obra compuesta por una base cuadrada y metálica, cubierta por una lona azul. Sobre ésta se alza una estructura tubular, de la cual se desprenden tres tiras de color azul, rojo y blanco, representando una esquina de cuadrilátero de boxeo. Sobre este espacio, descansa una cubeta metálica que se conecta mediante una manguera negra, con un embudo igualmente metálico que cuelga de la cuerda superior del cuadrilátero. Dicha obra formó parte de la exposición 75 años-75 artistas, presentada en mayo de 2015 en las instalaciones de la Capilla de Arte, de la Universidad de las Américas de Puebla.  

### Ave de mal agüero (Papalotes negros)
Es una instalación de arte que fue alojada por dos museos: Museo Amparo (Puebla) en 2010 y el Museé d’Art Moderne (París) en 2012. La obra se compone por más de 200 papalotes en color negro, suspendidos del techo por nailon negro (en el Museo Amparo), o atados por el mismo material a piedras esparcidas en el piso (en el Museé d’Art Moderne). Por su color de duelo, los papalotes son una revisión simbólica de visiones pesimistas del porvenir, afectado por los contextos sociopolíticos y económicos de nuestra actualidad.

### Present is a burning building[9]
Fue una exposición presentada en la Galerie Dukan (Francia) durante los meses de marzo a junio del 2013. En ella, se agrupó diversas piezas compuestas por documentos, dibujos, periódicos, objetos y esculturas. Alguna de las obras que integraron dicha muestra son:
- Unstable Working Force (2012) se compone por un hacha parcialmente quemada, incrustada en la pared y con una hilera de monedas equilibrada sobre el puño de ésta.

- Black Smoke Wall (Black Journals 1994) de 2012, es una instalación conformada por 130 periódicos ahumados en ocote, publicados por el diario La Jornada entre el 2 de enero y el 31 de julio de 1994. Los periódicos se extienden a lo largo de una pared, generando un diseño cuadrangular sobre el muro.
- Unminted Coins (Scarface money) de 2012, es una colección de diversas monedas de todo el mundo, distribuidas sobre una superficie plana de manera que generan la figura de un cuadrado. Las dimensiones de su formato varían.

Tales obras se articulan bajo contextos específicos pero diversos, como la última aparición del EZLN en el sureste de México; o experiencias personales, como confrontaciones individuales con construcciones abandonadas en la ciudad española de Madrid. El discurso de las obras se concentra en la idea del "desastre", y su inserción en el marco social de la actualidad.

### Sólo sombra hay debajo de esta piedra roja negra(2017)
Es una obra que explora la idea del residuo como una posibilidad escultórica y gráfica. Fue expuesta en la Galería MARSO (Ciudad de México) en el mismo año de su producción. En esta obra, las reflexiones del artista se desarrollan a partir de problemáticas como la desaparición masiva, el despojo y el fallo de los modelos de organización política.

### Blind Horizon(2018)
Es una instalación producida bajo la residencia del artista en la ciudad italiana de Nápoles. Fue expuesta del 24 de marzo al 13 de mayo de 2018, en el sitio arqueológico del Acueducto Augusteo del Serino. Dicha muestra formó parte del programa Underneath the Arches, el cual tuvo por objetivo generar diálogos entre la arquitectura de la ciudad y el arte contemporáneo. La instalación integra formas desmaterializadas, como el sonido, a partir de grabaciones recopiladas en diferentes áreas de la ciudad. Aquí, el artista trabaja el concepto de la estratificación para reflexionar el cómo Nápoles es traducido, visual y acústicamente, a partir de la gestión de sus territorios y edificios.

## Exposiciones en México y otros países[1][3][9]
| Año  | Exposición y Lugar                                                                                                 |
| ---- | --- |
| 2017 | The Meanwhile, Voorlinden Musseum, Holanda                                                                         |
| 2017 | Sólo sombra hay debajo de esta piedra negra, Marso, Ciudad de México                                               |
| 2017 | El esqueleto mineral que nos permitirá aventajar a la evolución, Museo Experimental el Eco, UNAM, Ciudad de México |
| 2016 | Falling remains, Kunstraum München, Alemania                                                                       |
| 2015 | Cutting itch, Jimei X Arles Photo Festival, Francia                                                                |
| 2015 | Geopolítica del desastre, Galería JosédelaFuente, Santander                                                        |
| 2015 | Ejercicios de traslado: colecciones 9915, Centro Alcobendas, Madrid                                                |
| 2013 | Present is a Burning Building, Galerie Dukan Hourdequin, París                                                     |
| 2013 | Balance/Collapse, Artissima, Galerie Dukan Hourdequin, Turín                                                       |
| 2013 | 5.ª Bienal de Moscú, Rusia                                                                                         |
| 2013 | Die Irregulären, neue Gesellschaft für bildende Kunst (nGfbK), Berlín                                              |
| 2012 | Restes, Ignacio Mejía Galerie, París                                                                               |
| 2012 | Resisting the Present: México 2000-2012, Museé d'Art Moderne, París                                                |
| 2012 | Nube Negra Recesión del Capital, Capilla del Arte, UDLAP, Puebla                                                   |
| 2011 | Resisting the Present: México 2000-2012, Museo Amparo, Puebla                                                      |
| 2011 | Tiempo de sospecha, Museo de Arte Moderno, Ciudad de México                                                        |
| 2011 | Disponible, a kind of Mexican show, San Francisco Art Institute, California                                        |
| 2011 | Disponible, a kind of Mexican show, Museum of Fine Arts, Boston, Massachusetts                                     |
| 2010 | No trabajes nunca, Museo Universitario de Arte Contemporáneo (MUAC), Ciudad de México                              |

### Participación en Ferias de arte contemporáneo[7][11]
- 2018 Code Art Fair, Copenhague

- 2015, 2016 & 2018 ARCO, Madrid

- 2015 Swab, Barcelona

- 2012 & 2017 Artissima, Italia

## Publicaciones[12]
- Arturo Hernández Alcázar, Atlas del Colapso, José de la Fuente Ediciones, 2016
- Arturo Hernández Alcázar, Falling Remains, Gato Negro Ediciones, 2016
- Arturo Hernández Alcázar, Escombro, El Mojado Ediciones, 2014
- Arturo Hernández Alcázar, Piedras, Gato Negro Ediciones, 2013